# Seothyra schreineri
Seothyra schreineri is een spinnensoort uit de familie van de fluweelspinnen (Eresidae).
De wetenschappelijke naam van de soort werd in 1903 gepubliceerd door William Frederick Purcell.